# Една Бест
Една Гоув, у шлюбі Бест (англ. Edna Best, англ. Edna Hove; 3 березня 1900 — 18 вересня 1974) — британська акторка.

## Біографія
Народилася в невеликому містечку Гоув в Суссексі, Англія, а освіту здобула в Брайтоні. Драматичне мистецтво вивчала в Гілдхоллській школі музики і театру в Лондоні. У 1917 році дебютувала як акторка на театральній сцені Саутгемптона, а в 1921 році вперше з'явилася на кіноекрані. Найбільш запам'яталась її роль в оригінальній версії трилера Альфреда Гічкока «Людина, що знала надто багато» в 1934 році. Її кар'єра в кіно продовжилася до кінця 1940-х, і за цей час Бест з'явилася в таких картинах як «Інтермецо» (1939), «Привид і місіс Мьюр» (1947) і «Залізна завіса» (1948).
У 1950-ті роки мала недовгу кар'єру на телебаченні, де за роль в телефільмі Це щасливе покоління була номінована на премію «Еммі» в 1957 році. У ті ж роки кілька разів поверталася на театральну сцену, виступаючи на Бродвеї.
У 1939 році Бест прийняла американське громадянство. Була тричі одружена. У 1933 році від другого чоловіка, актора Герберта Маршалла, народила дочку Сару Маршалл, що теж стала акторкою.
Една Бест померла в одній з клінік Женеви в 1974 році у віці 74 років. 
Її внесок у кіноіндустрію США відзначений зіркою на Голлівудській алеї слави.